# Hiob (imię)
Hiob – imię męskie pochodzenia biblijnego. Wywodzi się od hebrajskiego słowa oznaczającego „prześladowany”.
Hiob imieniny obchodzi 9 maja.
Święci prawosławni o tym imieniu:
- Hiob (patriarcha Moskwy)
- Hiob Anzerski
- Hiob Poczajowski